# Zúlia
Zúlia (em castelhano: Zulia) é um dos estados da Venezuela. Maracaibo é a capital do estado. Em 2007 tinha uma população estimada em 3 620 200, dando-lhe a maior população entre os estados da Venezuela. Ele está localizado na parte noroeste do país.
O estado de Zúlia é um distrito federal localizado noroeste da Venezuela, em torno do lago de Maracaibo. Esta é a maior lagoa de água de superfície do seu tipo na América Latina e sua bacia abrange uma das maiores reservas de óleo e gás no hemisfério ocidental.
É uma grande fronteira estadual, separando Venezuela da Colômbia no leste deste país. Limitar a noroeste com a Península Guajira Perija e as montanhas; Oriente com Falcão e Lara afirma, no sul dos Andes venezuelanos com os estados de Táchira, Mérida e Trujillo COPPING com o lago de Maracaibo na fronteira territorial estadual.
Zúlia é um território que tem trazido enormes riquezas para o país devido a sua exploração mineral e petrolífera, mas também é uma das principais áreas agrícolas da Venezuela, destacando sua contribuição em áreas como a pecuária, a banana, frutas, carne e leite entre outros.

## Municípios
1. Almirante Padilla (El Toro)
2. Baralt (San Timoteo)
3. Cabimas (Cabimas)
4. Catatumbo (Encontrados)
5. Colón (San Carlos del Zulia)
6. Francisco Javier Pulgar (Pueblo Nuevo / El Chivo)
7. Jesús Enrique Lossada (La Concepción)
8. Jesús María Semprún (Casigua el Cubo)
9. La Cañada de Urdaneta (Concepción)
10. Lagunillas (Ciudad Ojeda)
11. Machiques de Perijá (Machiques)
12. Mara (San Rafael del Moján)
13. Maracaibo (Maracaibo)
14. Miranda (Los Puertos de Altagracia)
15. Páez (Sinamaica)
16. Rosario de Perijá (La Villa del Rosario)
17. San Francisco (San Francisco)
18. Santa Rita (Santa Rita)
19. Simón Bolívar (Tía Juana)
20. Sucre (Bobures)
21. Valmore Rodríguez (Bachaquero)